# どうしようもない僕に天使が降りてきた
「どうしようもない僕に天使が降りてきた」（どうしようもないぼくにてんしがおりてきた）は、1996年9月25日に発売された槇原敬之15枚目のシングル。発売元はwea JAPAN（ワーナーミュージック・ジャパン）。

## 解説
「SECRET HEAVEN」「COWBOY」といった英語詞の曲が続いたが、2年ぶりとなる日本語詞曲となった。槇原の友人の実話が基になっている。日本テレビ系『TVおじゃマンボウ』のエンディングテーマ。MVに小橋賢児と浜丘麻矢が出演。後にジョセフ・ウィリアムズが英語でカバー。本作はCMが存在。槇原が出演。

## 収録曲
作詞・作曲・編曲：槇原敬之
1. どうしようもない僕に天使が降りてきた
2. I need you.
3. どうしようもない僕に天使が降りてきた（オリジナル・カラオケ）